# Laborgebäude des Instituts für vergleichende Pathologie
Das Laborgebäude des Instituts für vergleichende Pathologie ist ein langgestreckter Flachbau in der Alfred-Kowalke-Straße (zur Bauzeit Wilhelmstraße) in Berlin-Friedrichsfelde. Es wurde 1957–1958 vom Entwurfsbüro der Deutschen Akademie der Wissenschaften zu Berlin geplant und mit Mitteln des Ost-Berliner Magistrats errichtet. Das Gebäude steht unter Denkmalschutz.

## Lage
Das ehemalige Untersuchungsgebäude befindet sich auf der Südseite der Alfred-Kowalke-Straße nahe ihrem westlichen Ende und erstreckt sich zwischen der Franz-Mett-Straße in der gedachten südwärtigen Verlängerung der Kurze(n) Straße (östlich) und der Zufahrtsstraße zu einem in den 1990er Jahren gebauten Einkaufscenter (westlich).

## Geschichte des Bauwerks und seiner Nutzung
Mit der Neugründung der Deutschen Akademie der Wissenschaften zu Berlin (AdW) nach dem Ende des Zweiten Weltkriegs kamen stetig neue und wichtige Aufgaben für die Forscher, auch für die medizinische Grundlagenforschung, hinzu. Deshalb entstanden auf verschiedenen kommunalen Grundstücken im Ostteil Berlins die entsprechenden Gebäude unter Beachtung der Arbeitsinhalte und der erforderlichen Kommunikationswege. Auch die vergleichende Pathologie (hier werden Ursachen und der Verlauf von Krankheiten erforscht) wurde ein wichtiges Forschungsgebiet und verlangte nach einem eigenen Labor. Die zu untersuchenden menschlichen oder tierischen Körper mussten ohne komplizierte Transporte mit speziellen Fahrzeugen angeliefert und in Kühlräumen gelagert werden können. Dazu waren Arbeitsräume und technische Ausstattungen für die Pathologen nötig, die ebenfalls leicht zugängig sein sollten. Die Bauplaner um das Team Hans Karl und P. Henning entschieden sich daher für einen eingeschossigen, eher scheunenartigen Bau mit einem breiten Mittelgang und direkten Zugängen von den Giebelseiten und der Rückseite aus, wo zur Bauzeit in der Nähe nur Kleingärten lagen.
Bis zur Abwicklung der AdW nach dem Mauerfall und der Neuorientierung der kommunalen Aufgaben diente das Labor dem vorgesehenen Zweck.
Danach standen dann alle Räume leer. Da sich das ehemalige Labor durch seine einfache Bauweise und durch seine geringe Höhe gut in die alten und denkmalgeschützten Wohnhäuschen einpasste, und zugleich ein Beispiel von DDR-Architektur aus den 1950er Jahren darstellt, erhielt es von der neuen Bezirksverwaltung ebenfalls einen Denkmalstatus.
In den folgenden Jahren zogen nun in einzelne Bereiche des Gebäudes vor allem Dienstleister wie ein Blumenladen, ein Nagelstudio, eine Zahnarztpraxis, ein DHL-Paketshop, eine Physiotherapie (Mrs. Sporty), ein Solarium (Sunpoint) und ein Mobilfunkshop (Stand im Sommer 2024).

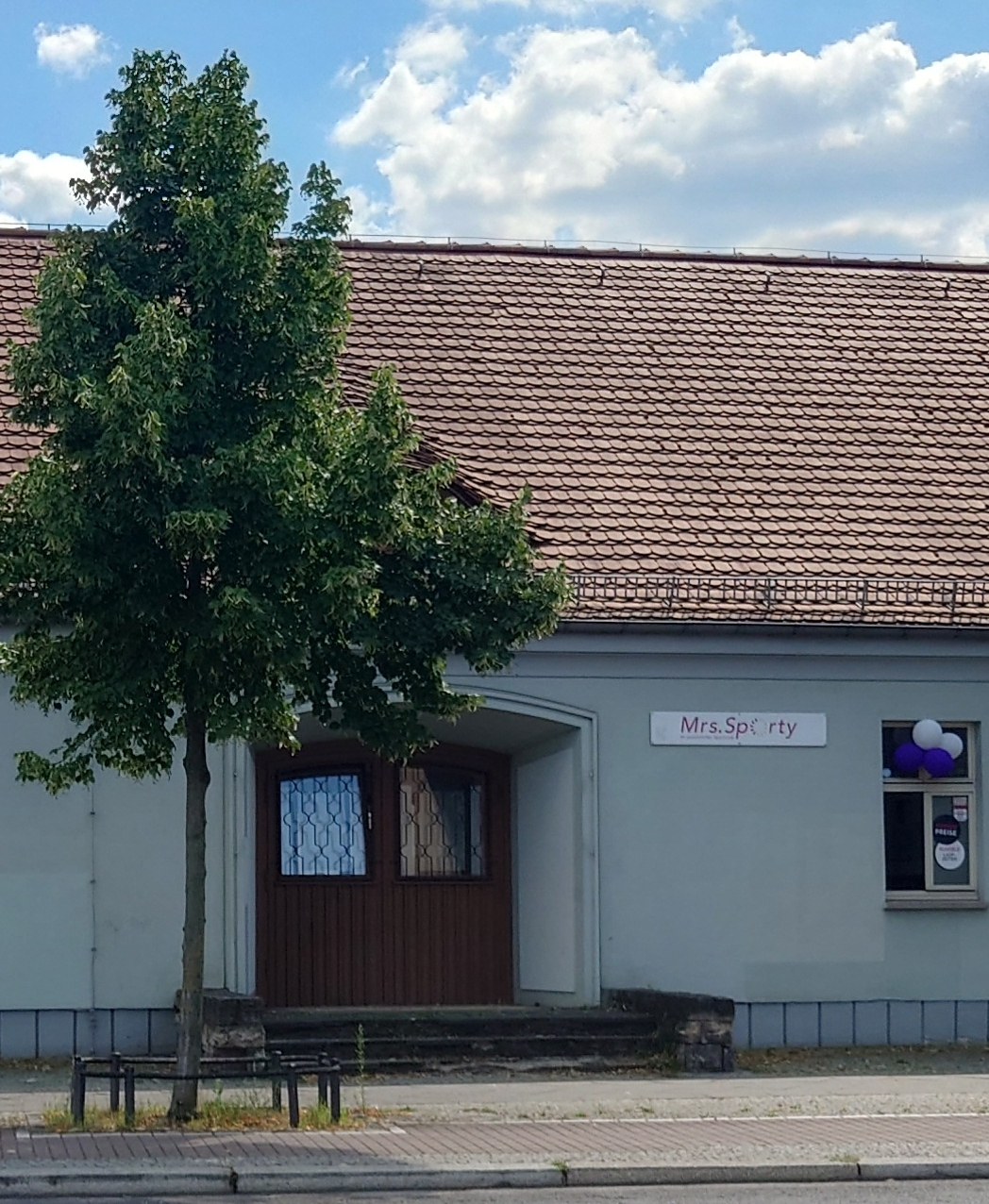
Portal

## Architektur
Das äußerlich unscheinbare Bauwerk ist ein Langhaus in den Maßen 65 m × 13 m auf einem niedrigen Sockel. Es verfügt über 28 Achsen.
Das Haus trägt ein Pultdach, welches mit roten Dachziegeln gedeckt ist. Zwei Fledermausgauben westlich und östlich, jede von ihrem Giebel circa 13 m entfernt, unterbrechen die nördliche Hälfte der Dachfläche.
Die Eingänge zu einzelnen Einrichtungen liegen in der Mitte des Hauses entlang eines Mittelganges oder auf der straßenabgewandten Seite.
Ein auf der Straßenseite angelegter Haupteingang mit Segmentbogen ist über eine Freitreppe mit drei Stufen erreichbar. Die zweiflügelige hölzerne Tür aus der Bauzeit mit kleinen Glasscheiben in den Flügeln ist erhalten.
Die Gauben befinden sich exakt über den straßenseitigen Eingängen, denn auch auf der Westseite befand sich ursprünglich ein flaches Segmentbogenportal, das in ein tiefgezogenes Doppelfenster umgewandelt wurde. Einfache rechteckige Fenster in weiß gestrichenen Holzrahmen passen sich dem schlichten Ambiente an.
Im Westgiebel sind unsymmetrisch vier Fenster und eine Schaufensterecke eingebaut, darüber gibt es, wohl eher zu Entlüftungszwecken, ein einzelnes Fenster und direkt in der Dachspitze zwei kleine Lüftungsluken.
Im Ostgiebel sind drei Fenster eingebaut und mittig entstand mittels einer flachen außen angebauten Doppelrampe ein barrierefreier Eingang. Von diesem gehen im Inneren des Gebäudes beiderseits die oben genannten Nutzerbereiche ab.